# The Bride Came C.O.D.
The Bride Came C.O.D. is een film uit 1941 onder regie van William Keighley. De film stond in het publiek bekend als "de eerste film met Cagney en Davis". Echter, ze speelden samen eerder al in de film Jimmy the Gent (1934).

## Verhaal
Piloot Steve Collins komt in overeenstemming orkestleider Alan Brice te koppelen met Joan Winfield, zodat ze snel op het punt staan te trouwen. Vervolgens neemt hij contact op met haar vader en biedt hij aan hem aan het huwelijk te stoppen en haar naar hem toe te bringen in ruil voor genoeg geld om Steve uit de schulden te betalen.
Wanneer hij dit doet, dwingt een geïrriteerde Joan Steve zijn vliegtuig te laten landen in spookstad Bonanza, waar ze bewoner Pop Tolliver ontmoeten. Wanneer Joan vlucht naar een verlaten mijngebied, belandt ze met Steve in de val als hij een poging doet haar te redden. Steve ontdekt een uitweg, maar verbergt dit om meer tijd met Joan door te brengen, op wie hij inmiddels verliefd is geworden. Als Joan hierachter komt, geeft Steve zijn gevoelens voor haar toe. Als ze eindelijk wegkomen, ontdekken ze dat Alan hen, samen met een rechter, is komen opzoeken.
Steve doet geen bezwaar als Alan en Joan trouwen, maar zegt hier niet bij dat Bonanza in Californië ligt en het huwelijk daarom niet geldt. Als Alan en Joan een vliegtuig instappen om hun bruiloft te vieren, komt Joan erachter dat hun huwelijk niet geldt en springt met een parachute naar beneden om naar Steve te gaan.

## Rolverdeling
| Acteur          | Personage          |
| --------------- | ------------------ |
| James Cagney    | Steve Collins      |
| Bette Davis     | Joan Winfield      |
| Stuart Erwin    | Tommy Keenan       |
| Eugene Pallette | Lucius K. Winfield |
| Jack Carson     | Allen Brice        |
| George Tobias   | Peewee Defoe       |
| Harry Davenport | Pop Tolliver       |
| William Frawley | Sheriff McGee      |